# Josiah Wedgwood
Josiah Wedgwood (Burslem, 12 de julho de 1730 – 3 de janeiro de 1795) foi um ceramista, empresário e abolicionista inglês. Fundando a empresa Wedgwood em 1759, ele desenvolveu corpos de cerâmica aprimorados por meio de experimentação sistemática e foi o líder na industrialização da fabricação de cerâmica europeia.

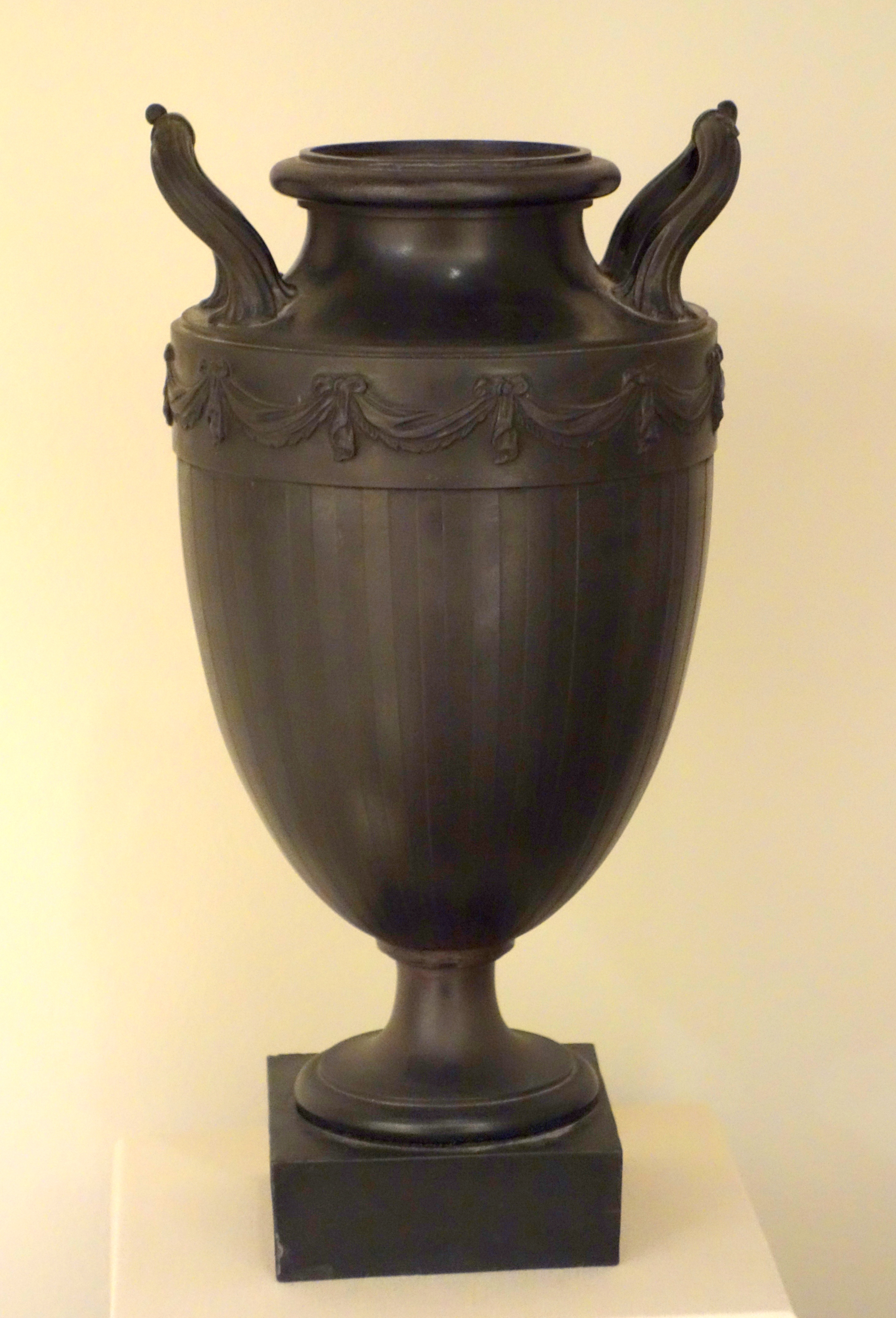
Vaso em pé com pescoço invertido, Josiah Wedgwood and Sons e Thomas Bentley, antes de 1780, basalto preto. Museu de Arte Chazen, Madison, Wisconsin.

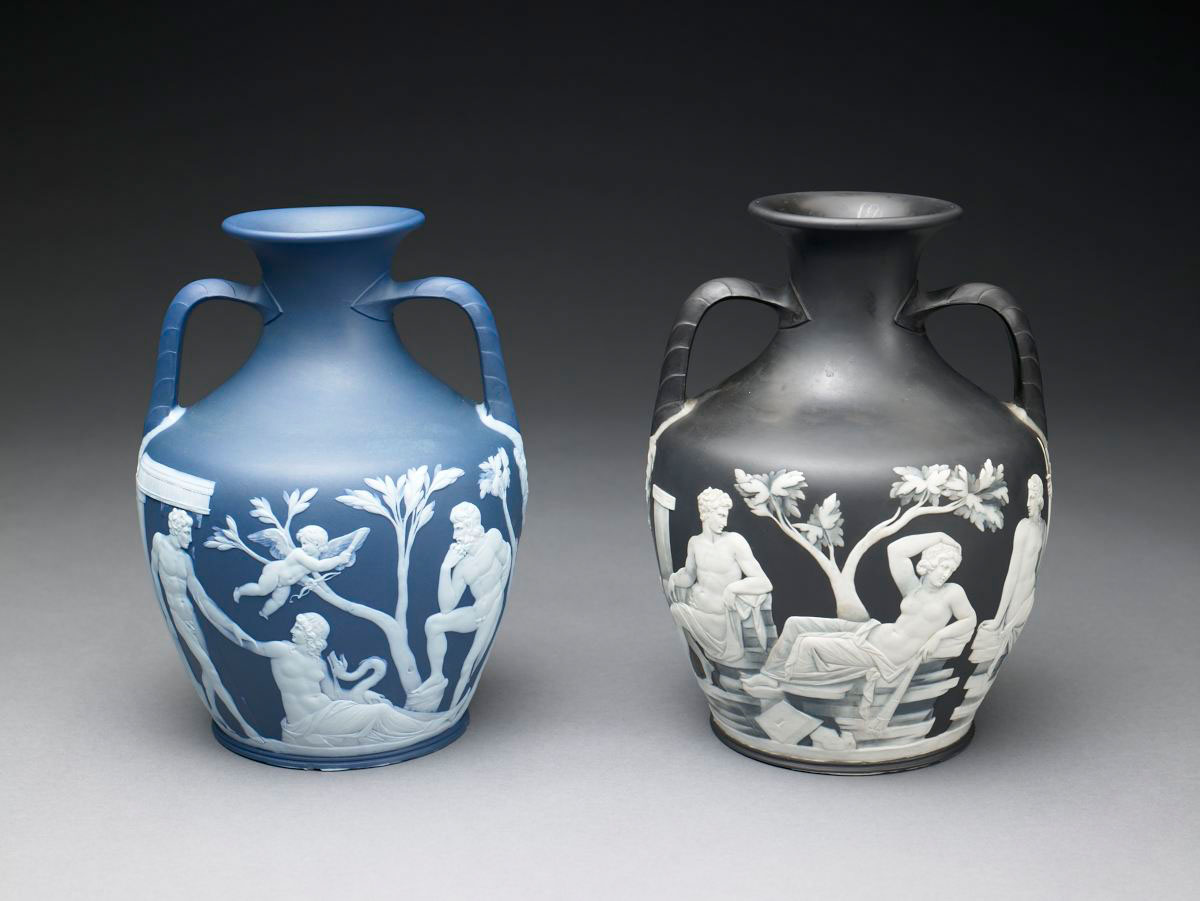
Portland Vase Copy-Wedgwood (cerca 1789).

Os renovados entusiasmos clássicos do final dos anos 1760 e início dos anos 1770 foram de grande importância para sua promoção de vendas. Seus produtos caros eram muito procurados pelas classes superiores, enquanto ele usava os efeitos de emulação para comercializar conjuntos mais baratos para o resto da sociedade. Cada nova invenção que Wedgwood produziu - esmalte verde, creamware, basalto preto e jasperware - foi copiada rapidamente. Tendo alcançado eficiência na produção, ele obteve eficiência nas vendas e distribuição. Seus showrooms em Londres deram ao público a chance de ver sua linha completa de utensílios de mesa.

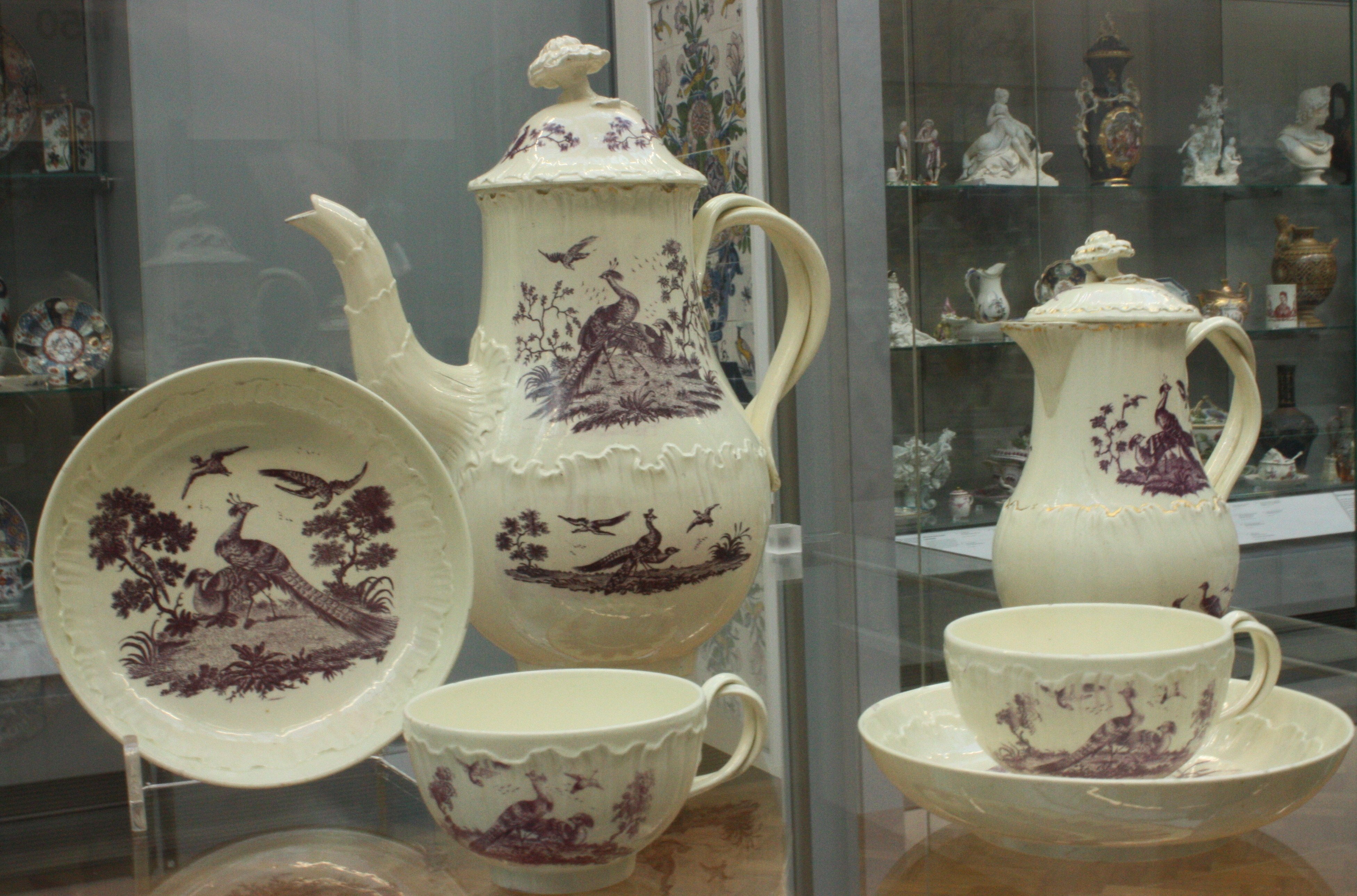
Serviço de chá e café Wedgwood, 1765, em exibição no Victoria and Albert Museum, Londres. A louça de creme da Wedgwood era extremamente popular, como um equivalente mais barato da porcelana.

A empresa de Wedgwood nunca fez porcelana durante a sua vida, mas especializado em finas louça de barro e grés que tinham muitas das mesmas qualidades, mas foram consideravelmente mais baratas. Ele fez um grande esforço para manter os designs de seus produtos em sintonia com a moda atual. Ele foi um dos primeiros a adotar a impressão por transferência, que deu efeitos semelhantes à pintura à mão por um custo muito mais baixo. Atendendo às demandas da revolução do consumidor que ajudou a impulsionar a Revolução Industrial na Grã-Bretanha, Wedgwood é considerado um pioneiro do marketing moderno. Ele foi o pioneiro da mala direta, garantias de devolução do dinheiro, autoatendimento, entrega gratuita, compre um leve outro e catálogos ilustrados.
Um proeminente abolicionista que lutou contra a escravidão, Wedgwood também é lembrado por seu livro Am I Not a Man And a Brother? medalhão anti-escravidão. Ele era um membro da família Darwin-Wedgwood e era o avô de Charles e Emma Darwin.

## Invenções
Ele foi eleito para a Royal Society em 1783 para o desenvolvimento de um pirômetro, um dispositivo para medir as temperaturas extremamente altas que são encontradas em fornos durante a cozedura de cerâmica.
Ele foi um membro ativo da Sociedade Lunar de Birmingham, frequentemente realizada na Casa Erasmus Darwin.

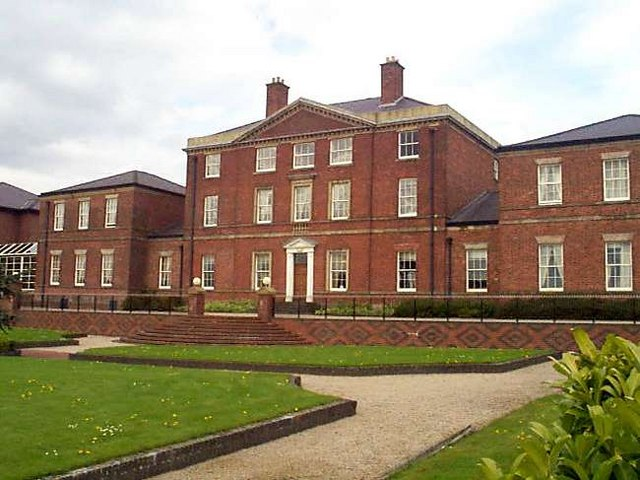
Etruria Hall, a casa da família, construída de 1768 a 1771 por Joseph Pickford. Foi restaurado como parte do Festival Stoke-on-Trent Garden de 1986 e agora faz parte de um hotel de quatro estrelas.